# Адлер, Отто Рудольфович
Отто Рудольфович Адлер (17 февраля 1934, колония Гнаденбург, Мало-Кабардинский район, Северо-Кавказский край) — комбайнёр совхоза «Кзыл-Агашский» Аксуского района Алма-Атинской области, Казахская ССР. Герой Социалистического Труда (1967).

## Биография
Родился в 1934 году в крестьянской семье в колонии Гнаденбург Мало-Кабардинского района. В 1937 году его отец был репрессирован и отправлен на спецпоселение в Архангельскую область. В 1941 году вместе с матерью депортирован в Казахскую ССР, где окончил начальную школу. С 13-летнего возраста трудился в сельском хозяйстве. С 1950 года — конюх в совхозе «Кызылгашский» («Кзыл-Агашский») Капальского района (позднее — Аксуский район) Талды-Курганской области. После окончания в 1953 года школы механизации трудился трактористом и комбайнёром в том же совхозе.
Ежегодно показывал высокие трудовые результаты. Неоднократно занимал передовые места в социалистическом соревновании среди комбайнёров совхоза и района. В 1966 году скосил на комбайне «СК-4» 686 гектаров и намолотил 13 тысяч тонн зерновых. Указом Президиума Верховного Совета СССР от 19 апреля 1967 года удостоен звания Героя Социалистического Труда за «достигнутые успехи в увеличении производств и заготовок зерна в 1966 году» с вручением ордена Ленина и золотой медали «Серп и Молот» (№ 14939).
С 1977 года член КПСС. Неоднократно участвовал в работе Всесоюзной выставки ВДНХ в Москве. В последние годы своей трудовой деятельности работал мастером в училище механизации.
В 1989 году вместе с семьёй переехал в Германию. На февраль 2014 года проживал в одном из малых городов федеральной земли Баден-Вюртемберг.
Награды
- Герой Социалистического Труда
- Орден Ленина
- Орден Дружбы народов (03.03.1980)
- Медаль «За трудовую доблесть»
- бронзовые и серебряные медали ВДНХ.